# Donna Lee
Donna Lee var en svensk musikgrupp från Stockholm, aktiv mellan 1986 och 1988.
Gruppens kärnmedlemmar var fyra kvinnor: Katarina Henryson (sång), (då med efternamnet Wilczewski, Ulla Ekström von Essen (keyb), Jenny Wikström (bas) och Lise-Lotte Norelius (percussion, octapad och fiol). Ytterligare musiker som medverkade var Max Schultz (gitarr) och Alf Byberg (trummor). Gruppen framförde egenproducerat material av Ekström/Wikström som kan beskrivas som egensinnig pop-soul.
Donna Lee hade samarbete med Polygram/Mercury som gav ut fyra singlar och en LP under perioden 1986–1988, bland annat en av Sveriges första svenska raplåtar på skiva kallad "Kött mot kött" (1986). 

## Inspelningar
- Svart Natt (singel, Mercury 1986)
- Kött mot kött (singel, Mercury, 1986)
- Allt (singel, mercury, 1987)
- Snälla flickor (maxixingel, Mercury, 1987)
- Snälla flickor (LP, Mercury, 1988)
- "Gästspel" P3, Sveriges Radio, direktsänd konsert från Stockholm den 24 april 1987